# هيو لينوكس سكوت

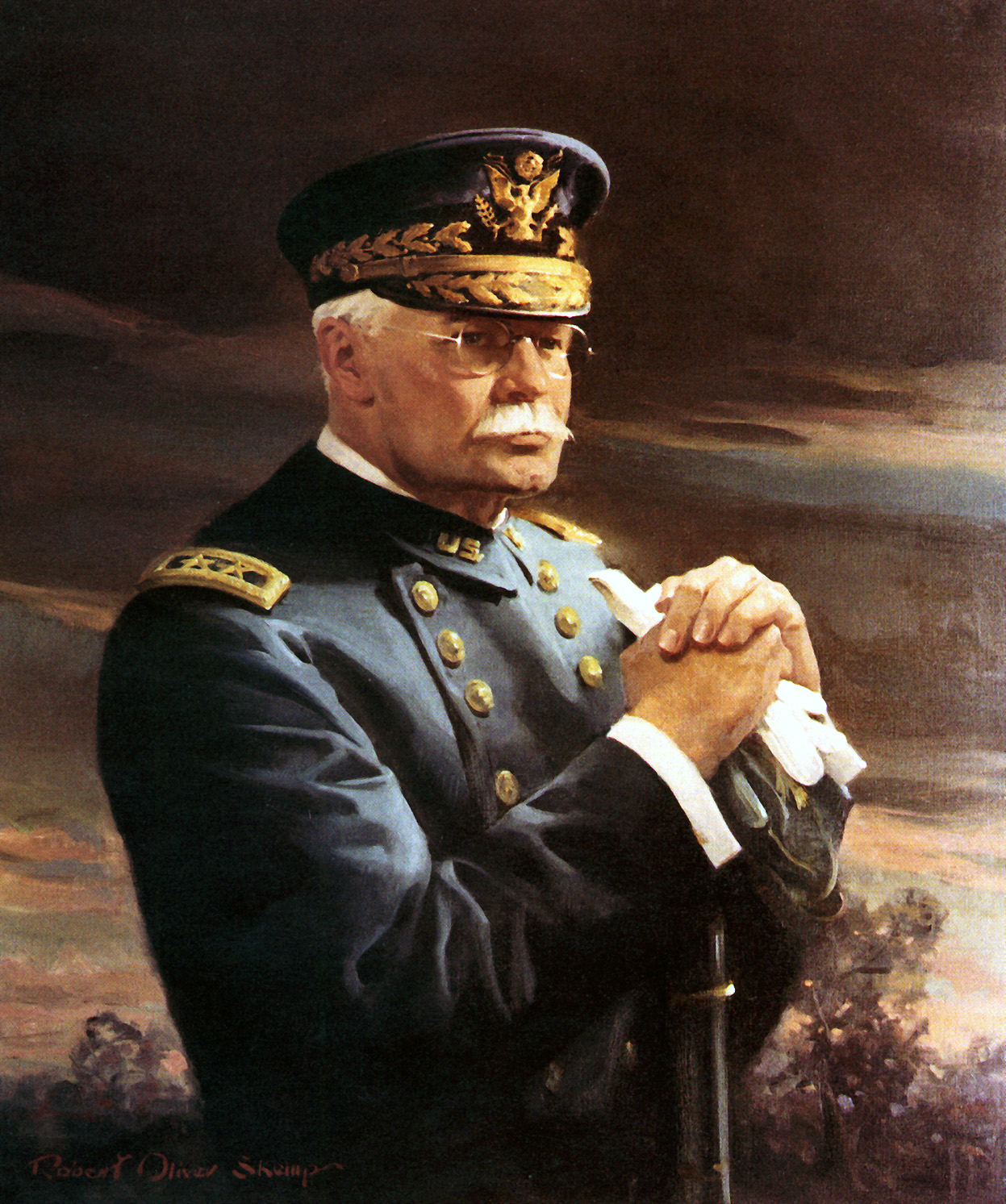
هيو لينوكس سكوت

هيو لينوكس سكوت (بالإنجليزية: Hugh L. Scott)‏ (22 سبتمبر 1853 - 30 أبريل 1934) كان خريج بعد الحرب الأهلية ويست بوينت الذي شغل منصب مدير ويست بوينت بين عامي 1906-1910 ورئيسا لأركان جيش الولايات المتحدة 1914-1917 بما في ذلك في الأشهر القليلة الأولى من التورط الأميركي في الحرب العالمية الأولى.

## روابط خارجية
- أوراق سكوت هيو لينوكس في مكتبة المخطوطات سيلي جي. مود، جامعة برنستون